# 戈公
戈公 (高棉語: ស្រុកកោះកុង) 是柬埔寨戈公省的一個縣，位於柬埔寨西南部。戈公縣的南部自1993年以來一直是波頓沙庫國家公園的一部分，面積約佔該地區的三分之一。根據柬埔寨政府於1998年所做的人口調查數據顯示，居住於戈公的人口為8817人。 